# تفلق صخري

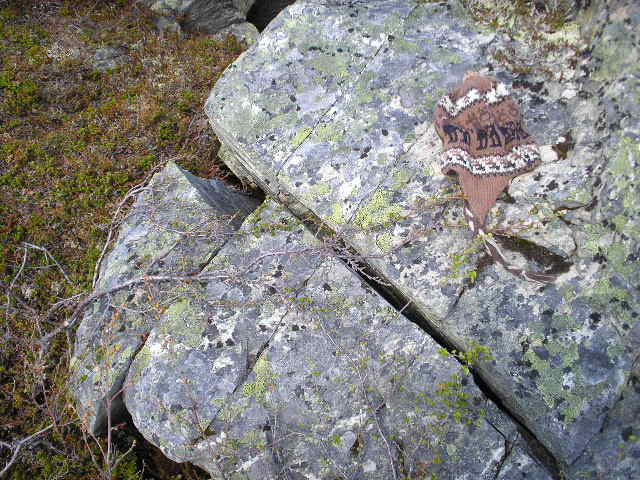

التفلق الصخري أو التجوية الصقيعية (بالإنجليزية: Frost weathering)‏، تفلق أو انفصال الكتل الصخرية إلى أجزاء أصغر حجمًا، وتعزو هذه الظاهرة إلى ارتفاع حرارة هذه الكتل خلال أيام الصيف القائظة، فإذا ماتصادف هطول مطر زوبعي، يؤدي هذه إلى تبريد مفاجئ لأسطح هذه الكتل، فتنشطر إلى مجموعة من الكتل الأصغر حجمًا، وهي بذلك أشبه بكتل الحديد الصلب التي إذا سخنت ثم بردت فجأة بالماء اعتراها التشقق والانكسار.